# Mély-patak
A Mély-patak a Zempléni-hegységben ered, Erdőbénye nyugati határában, Borsod-Abaúj-Zemplén vármegyében, mintegy 450 méteres tengerszint feletti magasságban. A patak forrásától kezdve délkeleti irányban halad, majd Erdőbénye nyugati részénél éri el a Bényei-patakot.

## Part menti település
- Erdőbénye